# کارباکول
کارباکول (به انگلیسی: Carbachol)
رده درمانی: پاراسمپاتومیمیتیک
اشکال دارویی: قطره چشمی

## موارد مصرف
برای کاهش فشار داخل کره چشم (به خصوص درمان گلوکوم) و حین جراحیهای چشم استفاده می‌شود.

## مکانیسم اثر
کارباکول با پیوند به گیرنده‌های استیل کولین موجب ایجاد اثرات کولینرژیک می‌شود. این دارو به استیل کولین استراز تا حدودی مقاوم است و طول اثرش ۴ تا ۸ ساعت است.

## عوارض جانبی
تهوع، استفراغ، ترشح اشک و بزاق، تپش قلب، تشنج و تنگی مردمک.